# Cylindromyia bicolor
Cylindromyia bicolor är en tvåvingeart som först beskrevs av Guillaume-Antoine Olivier 1811.
Cylindromyia bicolor ingår i släktet Cylindromyia och familjen parasitflugor. Inga underarter finns listade i Catalogue of Life.

## Bildgalleri

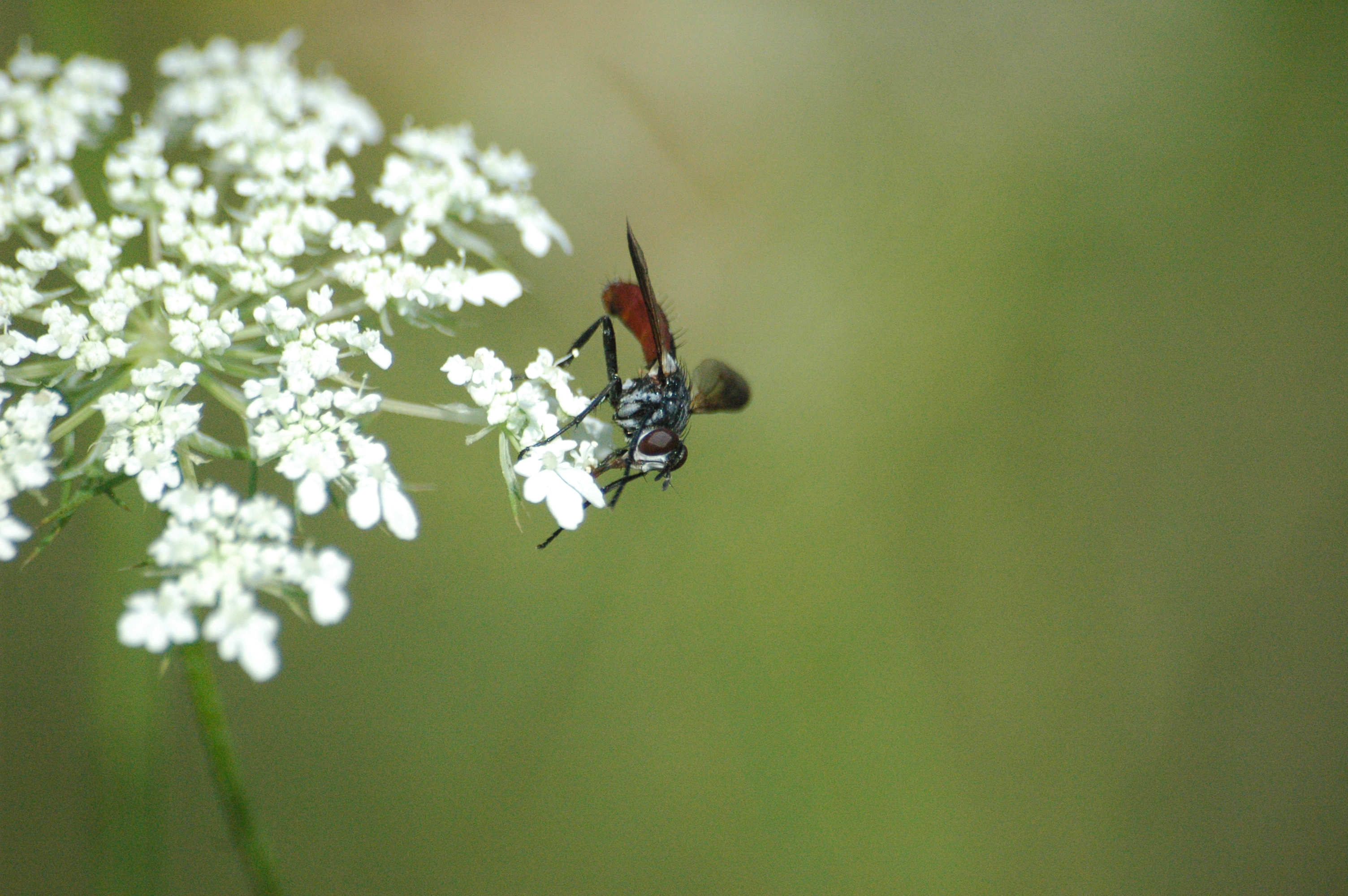
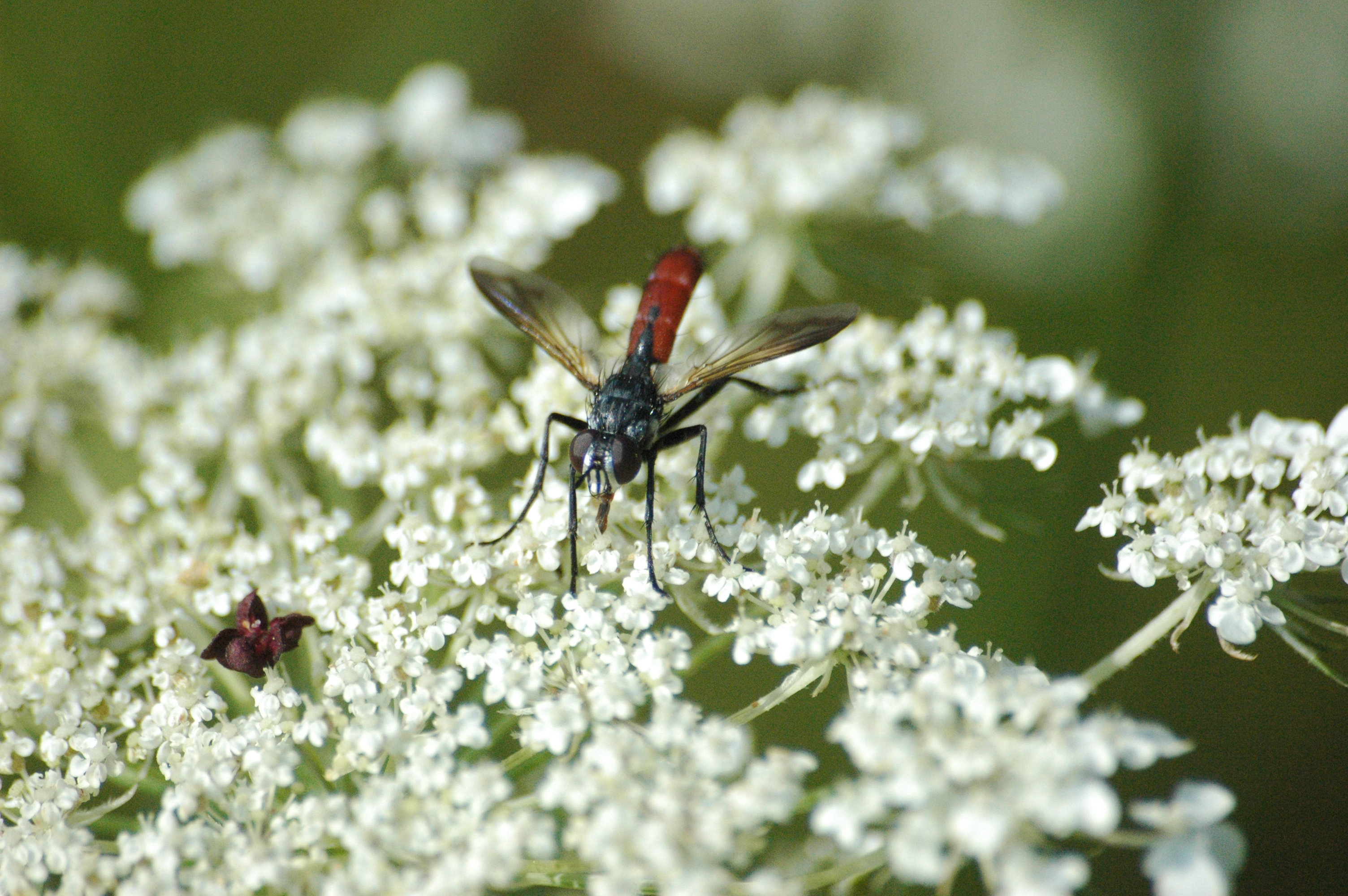